# テスプロティア県

テスプロティア県
Περιφερειακή ενότητα Θεσπρωτίας測地系: 北緯39度35分 東経20度20分 / 北緯39.583度 東経20.333度座標: 北緯39度35分 東経20度20分 / 北緯39.583度 東経20.333度

テスプロティア県（テスプロティアけん、Θεσπρωτία / Thesprotia）は、ギリシャ共和国のイピロス地方を構成する行政区（ペリフェリアキ・エノティタ）のひとつ。県都はイグメニツァ。

## 地理

### 位置・広がり
イピロス地方の北西部に位置する行政区である。県都イグメニツァは、州都ヨアニナから西南西へ約53km、首都アテネから西北へ約350km、プレヴェザの西北約74km、の距離にある。
西にイオニア海に面し、北にアルバニアと国境を接する。県の東はヨアニナ県、南はプレヴェザ県とそれぞれ接している。

### 地勢
テスプロティア県は山がちな土地が多く、農地は主に谷に見られる。また、ティアミス川とアヘロン川が県内を通っている。

## 気候
テスプロティア県の海岸部は地中海性気候である。県の東部および高地部では、冬が寒い高山気候がやや見られる。

## 行政区画

テスプロティア県

### 市（ディモス）
テスプロティア県は、以下の自治体（ディモス、市）から構成される。人口は2001年国勢調査時点。
|   | 自治体名     | 綴り        | 政庁所在地        | 面積 Km² | 人口   |
| - | ------------ | ----------- | ----------------- | -------- | ------ |
| 1 | イグメニツァ | Ηγουμενίτσα | イグメニツァ (el) | 426.6    | 24,692 |
| 2 | スーリ       | Σούλι       | パラミティア (el) | 501.9    | 10,951 |
| 3 | フィリアテス | Φιλιάτες    | フィリアテス      | 590.6    | 10,448 |

### 旧自治体（ディモティキ・エノティタ）

テスプロティア県の旧自治体（1999年 - 2010年）

カリクラティス改革（2011年1月施行）以前の広域自治体（ノモス）としてのテスプロティア県（Νομός Θεσπρωτίας）は、以下の基礎自治体（ディモスとキノティタ）から構成されていた。改革後、旧自治体は新自治体（ディモス）を構成する行政区（ディモティキ・エノティタ）となっている。
下表の番号は右図と対応している。「旧自治体」欄で※印を付したものはキノティタ、それ以外はディモス。「政庁所在地」欄で太字になっているものは、新自治体の政庁所在地となったものを示す。
|    | 旧自治体     | 綴り        | 政庁所在地     | 新自治体     |
| -- | ------------ | ----------- | -------------- | ------------ |
| 1  | イグメニツァ | Ηγουμενίτσα | イグメニツァ   | イグメニツァ |
| 2  | アヘロンダス | Αχέροντας   | ガルディキ     | スーリ       |
| 3  | マルガリティ | Μαργαρίτι   | マルガリティ   | イグメニツァ |
| 4  | パラミティア | Παραμυθιά   | パラミティア   | スーリ       |
| 5  | パラポタモス | Παραπόταμος | パラポタモス   | イグメニツァ |
| 6  | サヤダ       | Σαγιαδα     | アスプロクリシ | フィリアテス |
| 7  | シヴォタ     | Σύβοτα      | プラタリア     | イグメニツァ |
| 8  | フィリアテス | Φιλιάτες    | フィリアテス   | フィリアテス |
| 9  | ペルディカ ※ | Πέρδικα     | ペルディカ     | イグメニツァ |
| 10 | スーリ ※     | Σούλι       | サモニダ       | スーリ       |

- Διοικητική διαίρεση νομού Θεσπρωτίας (πρόγραμμα Καποδίστριας) - テスプロティア県の自治体・集落一覧（1999年 - 2010年）

### 郡（エパルヒア）
県には、以下の郡（エパルヒア）があったが、2006年以降法的な位置づけは行われていない。
| 郡名                | 綴り      | 中心地       |
| ------------------- | --------- | ------------ |
| ティアミス郡 (en)   | Θυάμις    | イグメニツァ |
| フィリアテス郡 (en) | Φιλιάτες  | フィリアテス |
| マルガリティ郡 (en) | Μαργαρίτι | マルガリティ |
| スーリ郡 (en)       | Σούλι     | パラミティア |

## 交通
1996年にエグナティア高速道路の建設が始まり、2004年に開通し、イオニア海とテッサロニキが結ばれた。県内の道路には、他に国道6号線と19号線が通っている。
また、イグメニツァ港からはケルキラ島やパクシ諸島へのフェリーが運航されている。
- 国道6号線
- 国道19号線
- エグナティア高速道路